# Giải Shalom
Giải Shalom hay còn gọi là Giải nhân quyền Shalom là một giải thưởng thường niên mang tính tinh thần và vật chất được thành lập năm 1981, do nhóm Arbeitskreis Shalom für Gerechtigkeit und Frieden (tạm dịch: nhóm Shalom hoạt động cho công lý và hòa bình) trao tặng cho những cá nhân hoặc tổ chức không quản hiểm nguy dấn thân cho tự do, nhân quyền, công bằng, bao dung, hoà bình, dân chủ, cho việc bảo vệ môi sinh, tình liên đới với người bị đàn áp và một trật tự kinh tế công bằng.
Năm 1981, lấy cảm hứng từ phong trào Công lý và Hòa bình quốc tế (internationale Justitia et Pax), một nhóm sinh viên Đức đã thành lập nhóm Shalom, và đến nay các thành viên của nhóm này chủ yếu là những sinh viên tình nguyện của trường Đại học Công giáo Eichstätt-Ingolstadt và một số người dân ở Eichstätt.
Giải Shalom là một trong những giải thưởng về nhân quyền có giá trị cao ở Đức, thường trong khoảng 10000 đến 15000 Euro.

## Danh sách các cá nhân/tổ chức đã nhận giải
- 1982 Giám mục Arturo Rivera y Damas (El Salvador), giá trị giải thưởng: 5.000 DM
- 1983 Lech Wałęsa (Ba Lan) và Sr. Pilar Verzosa (Philippin), giá trị giải thưởng: 20.000 DM
- 1984 Giám mục Juan Gerardi Conedera (Guatemala), giá trị giải thưởng: 21.630 DM
- 1985 Giám mục Revelo (El Salvador), giá trị giải thưởng: 17.013 DM
- 1986 không trao giải
- 1987 Padre Tomás Garcia (Guatemala), giá trị giải thưởng: 15.000 DM
- 1988 không trao giải
- 1989 Paulo Suess đại diện cho hội đồng CIMI truyền giáo thổ dân châu Mỹ và thổ dân Brazil, Kuno Füssel đọc diễn văn ca ngợi, giá trị giải thưởng: 16.481 DM
- 1990–1992 không trao giải
- 1993 Carmelita Santos (Guatemala), giá trị giải thưởng: 15.000 DM
- 1994 Sr. Karoline Mayer (Chile), giá trị giải thưởng: 25.000 DM, Helmut Frenz đọc diễn văn ca ngợi
- 1995 „People for Peace“ (Kenia), giá trị giải thưởng: 19.212 DM, Bernhard Häring đọc diễn văn ca ngợi
- 1996 GS. Obiora Francis Ike (Nigeria), giá trị giải thưởng: 16.500 DM,
- 1997 ATPDH và AJAC (Tchad), giá trị giải thưởng: 18.237 DM
- 1998 Yanette Bautista (Colombia), giá trị giải thưởng: 21.O10 DM
- 1999 Chris Hunter (Chechnya), giá trị giải thưởng: 21.500 DM, Laudatio Barbara Gladysch
- 2000 Marguerite Barankitse (Burundi), giá trị giải thưởng: 24.000 DM, Laudatio Karoline Mayer
- 2001 (Malfano) Isa Gülten (Aramaic: Isa Garis) viện trưởng tu viện Mor Gabriel[3] và Pfarrer Yusuf Akbulut[4] (Thổ Nhĩ Kỳ), giá trị giải thưởng: 22.500 DM, GS. TS. Shabo Talay (người đoạt giải Habilitationspreis của đại học Erlangen-Nuremberg, 2006[5]) đọc diễn văn ca ngợi
- 2002 Michail Fanous „Open House“ (Israel/Palestine), giá trị giải thưởng: 13.200 €, Dolores Bauer đọc diễn văn ca ngợi
- 2003 Vilma Nunez với dự án trung tâm nhân quyền cho người Nicaragua (CENIDH), một thành viên của Brot für die Welt (Bánh mì cho thế giới) và CCER (Nicaragua), giá trị giải thưởng: 12.178 €
- 2004 Linh mục Nguyễn Văn Lý (Việt Nam), giá trị giải thưởng: 12.630 €
- 2005 Cha GS. Luciano Verdoscia (trưởng khoa nghiên cứu Hồi giáo tại học viện nghiên cứu người Ả Rập và Hồi giáo thuộc giáo hoàng),[6] với dự án Abna Wadi al Nil (Ai Cập) được hỗ trợ từ Hiệp hội Chúa Hài Đồng, giá trị giải thưởng: 14.934 €, GS. TS. Heinz Otto Luthe đọc diễn văn ca ngợi
- 2006 Women and Development Project (WADEP) và The Ark Foundation Ghana (Ghana), giá trị giải thưởng: 11.030 €
- 2007 Giám mục Joseph Coutts (Pakistan),[7] giá trị giải thưởng: 14.578 €
- 2008 Irina Gruschewaja[8] Malinowka ở Belarus và László Sümegh Sance, ở Prague, giá trị giải thưởng: 13.446 €, Astrid Motz và Juliane von Krause đọc diễn văn ca ngợi
- 2009 không trao giải
- 2010 Dự án Agnes Mailu SOLGIDI (đoàn kết cùng các phụ nữ đang gặp khó khăn) ở Kenya, trị giá giải thưởng: 19.513 €, Lea Ackermann đọc diễn văn ca ngợi
- 2011 Judith Maldonado Mojica – Anwaltskollektiv Luis Carlos Pérez (Colombia), trị giá giải thưởng: 18.310,48 €, Adrian Oelschlegel (Brot für die Welt) đọc diễn văn ca ngợi
- 2012 Bertha Cáceres Flores [9]
- 2013 Padre Paulo Joanil da Silva đại diện cho Comissão Pastoral da Terra (CPT) [10]
- 2014 Lory Oban[11]
- 2015 Thérèse Mema Mapenzi[12]
- 2016: Robi Damelin và Mazen Faraj,[13] giá trị giải thưởng: 24.000 €[14]
- 2017: Shay Cullen (Quỹ PREDA) (Philippines)[15], giá trị giải thưởng: 30.500 €[16]
- 2018: Trung tâm Truyền thông và Tự do ngôn luận của Syria,[17] giá trị giải thưởng: 25.000 €[18]
- 2019: József Lankó, giá trị giải thưởng: 28.300 €[19]
- 2020: Massimo Del Bene, giá trị giải thưởng: € 32.300[20][21]